# Masilonyana
Masilonyana – gmina w Republice Południowej Afryki, w prowincji Wolne Państwo, w dystrykcie Lejweleputswa. Siedzibą administracyjną gminy jest Theunissen.